# Bellatrix
 For alternative betydninger, se Bellatrix (flertydig). (Se også artikler, som begynder med Bellatrix)
Bellatrix (Bayer: Gamma Orionis, gam ori, γ Orionis; Flamsteed: 24 Orionis) er den tredjeklareste stjerne i stjernebilledet Orion og den 27. klareste på nattehimlen. Det er dermed en af de klareste stjerner af anden størrelsesklasse.
Navnet Bellatrix er latin for kvindelig kriger og den er derfor også kendt som Amazonestjernen. Engang ansås den for at høre til stjerneassociationen Orion OB1 sammen med bæltestjernerne; Alnitak (ζ Orionis), Alnilam (ε Orionis) og Mintaka (δ Orionis), men det anses ikke længere for at være tilfældet, fordi Gamma Orionis nu vides at være langt nærmere ved Jorden end denne gruppe. Bellatrix' parallakse er målt til 13,42 ± 0,98 milibuesekunder og dens afstand er derfor 75 ± 5 parsec eller 240 ± 20 lysår.
Historisk blev denne stjerne brugt som en standardstjerne for luminositet til sammenligning med andre stjerner for at undersøge deres lysvariation, men senere blev det opdaget, at Bellatrix selv er en variabel stjerne af Beta Cephei-typen. Dens luminositet ændrer sig med nogle få procent i løbet af meget kort tid, og den svinger i tilsyneladende størrelsesklasse fra 1,59 til 1,64. Den absolutte størrelsesklasse svinger omkring -2,72.

## Eksterne kilder og henvisninger
- HR 1790 Arkiveret 21. november 2018 hos  Wayback Machine
- Bellatrix
- Bellatrix – Orion’s third brightest star – means Female Warrior Arkiveret 17. december 2010 hos  Wayback Machine

Koordinater:  05h 25m 07.9s, +06° 20′ 59″